# Atlas Oryx
El Atlas Oryx (llamado así por el antílope Oryx) es un helicóptero utilitario de tamaño mediano fabricado por Atlas Aircraft Corporation (ahora Denel Aviation) de Sudáfrica.

## Componentes

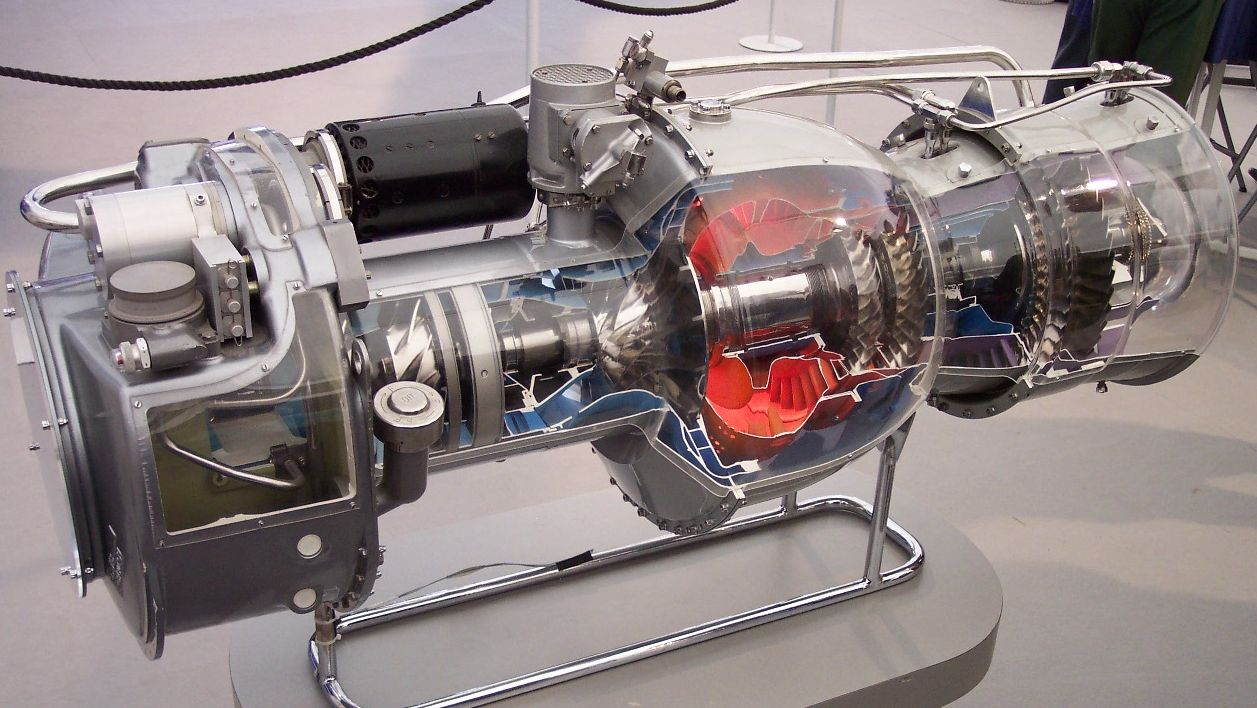
Makila

### Propulsión
| Sistema | País    | Fabricante | Notas          |
| ------- | ------- | ---------- | -------------- |
| Motor   | Francia | Turbomeca  | 2 × Makila 1A1 |

## Especificaciones

### Características generales
- Tripulación: 3
- Capacidad: 20 soldados
- Longitud: 15,5 m (50,7 ft)
- Diámetro rotor principal: 15,6 m (51,2 ft)
- Altura: 5,1 m (16,9 ft)
- Área circular: 191 m² (2056 ft²)
- Peso vacío: 3600 kg (7934,4 lb)
- Peso máximo al despegue: 8000 kg (17 632 lb)
- Planta motriz: 2× turboshaft Turbomeca Makila IA1.
  - Potencia: 1400 kW (1930 HP; 1904 CV) cada uno.

### Rendimiento
- Velocidad nunca excedida (Vne): 306 km/h (190 MPH; 165 kt)
- Velocidad máxima operativa (Vno): 282 km/h (175 MPH; 152 kt)
- Alcance: 2000 km (1080 nmi; 1243 mi)

### Armamento
- Ametralladoras: 2× FN MAG o Denel SS-77 de 7.62 mm instaladas en la ventana.